# Los Teques
Los Teques este capitala statului Miranda, un oraș din Venezuela, cu peste 410.000 locuitori, fondat în 1777.  